# Dana Delany
Dana Welles Delany (New York, 1956. március 13. –) kétszeres Primetime Emmy-díjas amerikai színésznő.

## Filmográfia

### Film
| Év   | Cím                         | Eredeti cím                    | Szerep                   | Magyar hangja      |
| ---- | --------------------------- | ------------------------------ | ------------------------ | ------------------ |
| 1973 | A dzsungel könyve           | Maugli                         | Bagira (hangja)          |                    |
| 1981 |                             | The Fan                        | eladó                    |                    |
| 1984 |                             | Almost You                     | Susan McCall             |                    |
| 1986 | Ahol fekete lesz a folyó    | Where the River Runs Black     | Ana                      |                    |
| 1988 | Álarc mögött                | Masquerade                     | Anne Briscoe             | Keönch Anna        |
| 1988 | Patty Hearst                | Patty Hearst                   | Gelina                   | Böhm Anita         |
| 1988 | Holdfény Parador felett     | Moon Over Parador              | Jenny                    |                    |
| 1992 | Könnyű altató               | Light Sleeper                  | Marianne                 | Virághalmy Judit   |
| 1992 | Jöttem, láttam, beköltöztem | Housesitter                    | Becky                    | Für Anikó          |
| 1993 | Batman: A rém álarca        | Batman: Mask of the Phantasm   | Andrea Beaumont (hangja) | Incze Ildikó       |
| 1993 | Tombstone – Halott város    | Tombstone                      | Josephine Marcus         | Kökényessy Ági     |
| 1994 | Irány az éden               | Exit to Eden                   | Lisa                     | Tóth Ildikó        |
| 1995 | Pucér csajok vágyálmai      | Live Nude Girls                | Jill                     | Kisfalvi Krisztina |
| 1996 | Repülj velem!               | Fly Away Home                  | Susan Barnes             | Kocsis Judit       |
| 1996 | Repülj velem!               | Fly Away Home                  | Susan Barnes             | Spilák Klára       |
| 1998 | Gyilkosságból kitűnő        | Dead Man's Curve               | Dr. Ashley               | Ősi Ildikó         |
| 1998 | Nyitott szemmel             | Wide Awake                     | Mrs. Beal                | Ősi Ildikó         |
| 1999 |                             | The Outfitters                 | Cat Fonifam              |                    |
| 2000 | Az igazi kísértés           | The Right Temptation           | Anthea Farrow-Smith      | Incze Ildikó       |
| 2002 |                             | Mother Ghost                   | Karen Bennett            |                    |
| 2003 |                             | Spin                           | Margaret                 |                    |
| 2006 |                             | The Woman with the Hungry Eyes | Theda Bara (hangja)      |                    |
| 2007 | A 30-as út                  | Route 30                       | Amish Martha             | Makay Andrea       |
| 2008 | Egy boldog élet             | A Beautiful Life               | Anne                     |                    |
| 2010 |                             | Multiple Sarcasms              | Annie                    |                    |
| 2010 | Pokoli tábor                | Camp Hell                      | Patricia Leary           |                    |
| 2010 | A piás hajója               | Drunkboat                      | Eileen                   | Söptei Andrea      |
| 2012 | Szabadúszók                 | Freelancers                    | Lydia Vecchio            | Incze Ildikó       |
| 2017 |                             | Literally, Right Before Aaron  | Wendy                    |                    |
| 2024 | A szervezet                 | The Union                      | Nicole                   | Vándor Éva         |

### Televízió
- Castle (2010)
- A hidegsebész (Body of proof) (2010)
- Váltságdíj (2006)
- Született feleségek (2004)
- Gyermeket vegyenek (2004)
- Boston Legal ( 1. évad, 6. rész)
- Fájdalmas emlékek (2003)
- Presidio Med (2002)
- Ítélet (Conviction) (2002)
- Final Jeopardy (2001)
- Pasadena (2001)
- Resurrection (1999)
- Batman és Superman – A film (1998)
- Hazugok védőszentje (1998)
- For Hope (1997)
- Amazonok a Vadnyugaton (1997)
- Reménysugár (1996)
- Superman: A rajzfilmsorozat (1996)
- Choices of the Heart: The Margaret Sanger Story (1995)
- Az ellenség közelében (1994)
- Wild Palms (1993)
- Magnum (1986)
- China Beach (1985)
- A simlis és a szende (1985)

## Érdekességek
- A Született feleségekben Katherine Mayfairt alakító Dana Delany eredetileg Bree szerepére jelentkezett volna, de végül ezt Marcia Cross kapta meg.
- A Szex és New York című sorozatban eredetileg övé lett volna Carrie Bradshow szerepe, amit végül Sarah Jessica Parker kapott meg.